# Florent de Lynden
Pour les articles homonymes, voir Lynden (homonymie).
Florent de Lynden dit le jeune, seigneur de Lynden, Verhuizen, Ingen, Ommeren, Kesteren et Oudenweert (  -1203) fut un noble du Duché de Gueldre. 
Il combattit pour les comtes de Gueldre lors des conflits les opposant aux Évêques d'Utrecht pour le contrôle de la Veluwe. Il fut donc nommé Lieutenant et Gouverneur de Veluwe lorsque celle-ci fut attribuée aux comtes de Gueldre par l'empereur Frédéric du Saint Empire.
Lorsque Thierry VII de Hollande prétendit succéder à son oncle défunt Baudouin II de Hollande à la tête de l'Évêché d'Utrecht, Florent de Lynden aida le Comte Otton Ier de Gueldre à obtenir que l'Overijssel se soulève contre lui. Lorsque voyant cela le Comte Thierry VII de Hollande envahit la Veluwe, Otton Ier nomma Florent de Lynden parmi les 4 capitaines à la tête de ses troupes, et alla affronter son opposant a la bataille d'Heymans-berg. 
Il financa une grande partie de la reconstruction de l'abbaye Saint Paul d'Utrecht, disparue en 1580. Il reconstruit et agrandit son château de ter Lee à Lynden, qui avait été brûlé par le seigneur d'Arckel à l'époque de son père Guillaume I de Lynden.
Il fut assassiné en octobre 1203 par son cousin Jean de Bueren à la suite d'un conflit concernant la chasse sur les terres de Beusichem, ce qui démarra une guerre entre son fils Guillaume II de Lynden et ce dernier.